# Verdrag tot instelling van één Raad en één Commissie van de Europese Gemeenschappen
Het Verdrag tot instelling van één Raad en één Commissie van de Europese Gemeenschappen ook wel Fusieverdrag of Verdrag van Brussel was een verdrag van de Europese Gemeenschappen. Het werd getekend in Brussel op 8 april 1965 en trad in werking op 1 juli 1967. Het verdrag bepaalde dat er voortaan één Commissie, één Raad van Ministers en één budget was voor de drie, tot dan toe gescheiden organisaties EGKS, EEG en Euratom. Vanaf dat moment spreekt men van de Europese Gemeenschappen. De drie organisaties deelden al sinds de inwerkingtreding op 1 januari 1958 van de Overeenkomst betreffende bepaalde instellingen welke de Europese Gemeenschappen gemeen hebben een parlementaire vergadering (welke later zou uitgroeien tot het Europees Parlement) en een gerechtshof. Beide verdragen werden per 1 mei 1999 ingetrokken door de inwerkingtreding van het Verdrag van Amsterdam.

## Tijdlijn
|                          |                                        |                                                          |                                                          |                                                          |                                                          |                           |                           |                    |      |          |      |
| 1948                     | 1952                                   | 1958                                                     | 1967                                                     | 1987                                                     | 1993                                                     | 1993                      | 1999                      | 2002               | 2003 | 2009     | 2011 |
| Brussel                  | EGKS                                   | EEG / Euratom                                            | Fusieverdrag                                             | Europese Akte                                            | EU-Verdrag                                               | EU-Verdrag                | Amsterdam                 |                    | Nice | Lissabon |      |
|                          |                                        |                                                          | Europese Gemeenschap voor Kolen en Staal (EGKS)          |                                                          |                                                          |                           |                           |                    |      |          |      |
|                          |                                        | Europese Gemeenschap voor Atoomenergie (EURATOM)         |                                                          |                                                          |                                                          |                           |                           |                    |      |          |      |
|                          | Europese Economische Gemeenschap (EEG) | Europese Economische Gemeenschap (EEG)                   | → P Ĳ L E R S →                                          |                                                          | Europese Gemeenschap (EG)                                | Europese Gemeenschap (EG) | Europese Gemeenschap (EG) | Europese Unie (EU) |      |          |      |
|                          | ↑Europese Gemeenschappen↑              | ↑Europese Gemeenschappen↑                                | ↑Europese Gemeenschappen↑                                | Justitie & Binnenlandse Zaken (JBZ)                      | Europese Gemeenschap (EG)                                | Europese Gemeenschap (EG) | Europese Gemeenschap (EG) | Europese Unie (EU) |      |          |      |
|                          |                                        | Politiële & justitiële samenwerking in strafzaken (PJSS) | → P Ĳ L E R S →                                          |                                                          |                                                          |                           |                           | Europese Unie (EU) |      |          |      |
|                          | Europese politieke samenwerking (EPS)  | Gemeenschappelijk buitenlands & veiligheidsbeleid (GBVB) | Gemeenschappelijk buitenlands & veiligheidsbeleid (GBVB) | Gemeenschappelijk buitenlands & veiligheidsbeleid (GBVB) | Gemeenschappelijk buitenlands & veiligheidsbeleid (GBVB) |                           |                           | Europese Unie (EU) |      |          |      |
|                          | Europese politieke samenwerking (EPS)  |                                                          |                                                          |                                                          |                                                          |                           |                           | Europese Unie (EU) |      |          |      |
| West-Europese Unie (WEU) |                                        |                                                          |                                                          |                                                          |                                                          |                           |                           | Europese Unie (EU) |      |          |      |
|                          |                                        |                                                          |                                                          |                                                          |                                                          |                           |                           |                    |      |          |      |